# Cedar Lake (Manitoba)
Il Cedar Lake è un lago del Canada, situato nella provincia di Manitoba.
Ha una superficie di 1.353 km².
Situato ad una altitudine di 253 m s.l.m. Riceve le acque del fiume Saskatchewan.
È collegato al Lago Winnipeg tramite la diga di Grand Rapids.
Principali centri lungo le sue coste sono Easterville e Grand Rapids.